# Laurin Zilliacus
Laurin Zilliacus, född 4 oktober 1895 i Yokohama, död 9 juli 1959 i Borgå, var en finländsk skolman. Han var son till Konni Zilliacus. 
Efter ingenjörsutbildning i USA var Zilliacus verksam som läroverkslärare i Storbritannien och Finland. År 1928 startade Zilliacus, som var socialdemokrat, Tölö svenska samskola (även kallad Zilliacuska skolan eller "Zillen"), för vilken han var rektor till 1940. Detta var en modern experimentskola som fortlevde till den finländska grundskolans införande 1977.
Under vinterkriget tjänstgjorde Zilliacus vid arméns informationstjänst med ansvar för utlandskontakter. Han utgav boken Ett folk, en front (1941), vilken redogjorde för förhållandena på hemmafronten under vinterkriget. Under fortsättningskriget tillhörde han fredsoppositionen och utgav under pseudonymen Erkki Järvinen böckerna Vi vill inte kvävas (1942) och Vid årsskiftet (1943), i vilka han försökte klargöra Finlands situation som Nazitysklands bundsförvant för en utländsk, främst skandinavisk publik. 
Efter krigsslutet tjänstgjorde Zilliacus bland annat som skolplanerare hos Förenta Nationerna (FN). Han skrev under denna tid böckerna The United Nations and Power Politics (1951) och Det gula hornet (engelska 1956, svensk översättning 1958), en populärt hållen historik över postväsendets utveckling i Europa och USA.